# Bajedichaur
Bajedichaur (en népalais : वजेडिचौर) est un comité de développement villageois du Népal situé dans le district de Surkhet. Au recensement de 2011, il comptait 4 132 habitants.